# Lissonota serrulota
Lissonota serrulota là một loài tò vò trong họ Ichneumonidae.